# Спрингфилд (Теннесси)
Спри́нгфилд (англ. Springfield) — американский город в штате Теннеси. По данным на 2019 год, население составляет 17 277 человек (33-й по количеству жителей город штата). Окружной центр округа Робертсон.

## Население
По данным на 2000 год население составляло 14 329 человек, в городе имелось 5453 домашних хозяйств, 3778 семей и 5836 строений с плотностью застройки 184,5 км². Плотность населения 453,1 человек на км². Расовый состав населения: белых — 70,56 %, афроамериканцев — 25,91 %, коренных американцев (индейцев) — 0,37 %, азиатов — 0,56 % , гавайцев — 0,03 %, других рас — 1,76 %, представителей смешанных рас — 0,81 %. Испаноязычные составляли 6,94 % населения.
Средний доход на домохозяйство в городе составлял 33 379 USD, на семью — 42 018 USD. Среднестатистический заработок мужчины был 32 270 USD против 22 765 USD для женщины. Доход на душу населения составлял 17 322 USD. Около 13,7 % семей и 17,7 % общего населения находились ниже черты бедности, в том числе — 22,7 % молодежи (тех кому ещё не исполнилось 18 лет) и 17,7 % тех кому было уже больше 65 лет.